# 1052년

## 연호
- 북송(北宋) 황우(皇祐) 4년
- 요(遼) 중희(重熙) 21년
- 일본(日本) 에이쇼(永承) 7년
- 서하(西夏) 천우수성(天祐垂聖) 3년
- 리 왕조(李朝) 숭흥다이바오(崇興大寶) 4년

## 기년
- 고려(高麗) 문종(文宗) 6년
- 북송(北宋) 인종(仁宗) 30년
- 요(遼) 흥종(興宗) 22년
- 서하(西夏) 의종(毅宗) 4년
- 리 왕조(李朝) 태종(太宗) 25년